# Priponești (gmina)
Priponești – gmina w Rumunii, w okręgu Gałacz. Obejmuje miejscowości Ciorăști, Huștiu, Liești, Priponeștii de Jos i Priponești. W 2011 roku liczyła 2223 mieszkańców. 